# ماكسيم ليتفينوف
مكسيم ماكسيموفيتش ليتفينوف (بالروسية: Макси́м Макси́мович Литви́нов)، وُلد باسم مائير هينوخ والاش فينكلشتاين (17 يوليو 1876 – 31 ديسمبر 1951)، وهو يهودي روسي ثوري وسياسي سوفيتي بلشفي بارز.
كان مؤيدًا قويًا للاتفاقات الدبلوماسية المؤدية إلى نزع السلاح، وقد كان ليتفينوف مؤثرًا في جعل الاتحاد السوفيتي طرفًا في ميثاق كيلوغ برييان لعام 1928، وكان مسؤولًا بشكل رئيسي في عام 1929 عن اعتماد ما يسمى بروتوكول ليتفينوف، وهو اتفاق متعدد الأطراف يضع ميثاق كيلوغ برييان حيز التنفيذ بين الاتحاد السوفيتي وعدد من الدول المجاورة. في عام 1930، عُيّن ليتفينوف في منصب مفوض الشعب للشؤون الخارجية (وزير الخارجية)، وهو المنصب الدبلوماسي الأعلى رتبةً في الدولة السوفيتية.

## السيرة الذاتية

### نشأته والنفي الأول
وُلد مائير هينوخ والاش في عائلة يهودية بولندية ثرية مختصة بالأعمال المصرفية في بياويستوك، مقاطعة غرودنو في الإمبراطورية الروسية، التي كانت في السابق جزءًا من الكومنولث البولندي الليتواني، وكان الابن الثاني لموسى وآنا والاش. انضم إلى حزب العمال الديمقراطي الاشتراكي الروسي (إس دي إل بّي) في عام 1898 في ذلك الوقت الذي اعتبر فيه الحزب منظمة غير قانونية، وكان من المعتاد أن يستخدم أعضاؤه أسماء مستعارة. لذا غيّر اسمه إلى مكسيم ليتفينوف (لقب يهودي ليتواني شائع)، ولكنه كان يعرف أيضًا باسم باباشا وماكسيموفيتش. وقد كتب ليتفينوف مقالات تحت الأسماء المستعارة إم. جي. هاريسون وديفيد مردخاي فينكلشتاين.
وشملت مسؤولياته الأولى القيام بأعمال الدعاية في محافظة شيرنكوف. في عام 1900، أصبح ليتفينوف عضوًا في لجنة الحزب في كييف، ولكن ألقي القبض على اللجنة بأكملها في عام 1901. بعد 18 شهرًا من السجن، قاد 11 سجينًا للهروب من سجن لوكيانوفسكايا وعاش في المنفى في سويسرا، حيث كان رئيس تحرير الجريدة الثورية إسكرا.
في عام 1903، انضم إلى الفرقة البلشفية وعاد إلى روسيا.
بشكل عام، كان الحدث الأكثر أهمية في عام 1903 لتقدم حياة ليتفينوف السياسية هو لقاء لينين في المكتبة البريطانية.
ذهب لينين وليتفينوف إلى هايد بارك لسماع بعض الخطب، وبقيا على اتصال خلال فترة ما قبل الثورة.
بعد ثورة 1905، أصبح رئيس تحرير أول صحيفة قانونية لحزب العمال الديمقراطي الاشتراكي الروسي (إس دي إل بّي)، نوفايا شيزن (حياة جديدة)، في سانت بطرسبرغ.

### الهجرة الثانية
عندما بدأت الحكومة الروسية باعتقال البلاشفة في عام 1906، غادر ليتفينوف البلاد وأمضى السنوات العشر التالية بصفته لاجئًا وموزع أسلحة لصالح الحزب. استقر في باريس، وسافر إلى جميع أنحاء أوروبا، وقد كان يعمل في بعض الأحيان كمسؤول مشتريات من الإكوادور، حيث اشترى بنادق في بلجيكا وألمانيا والإمبراطورية النمساوية المجرية. على الرغم من حدوث بعض الكوارث البارزة، مثل تحطم يخت لتهريب السلاح على الساحل الروماني، فقد حقق نجاحًا في تهريب هذه الأسلحة إلى روسيا عبر فنلندا والبحر الأسود.
في عام 1907، حضر المؤتمر الخامس لحزب العمال الديمقراطي الاشتراكي الروسي في لندن. في البداية، كان عليه أن يعتمد على مساعدات جمعية روتون هاوسز للسكن في لندن. ومع ذلك، فقد دبّر الحزب في النهاية منزلاً مستأجراً له تشارك فيه السكن مع جوزيف ستالين، الذي كان حريصًا أيضًا على إيجاد سكن أكثر راحة من البيوت الفقيرة في روتون.
في عام 1908، ألقي القبض عليه تحت اسم مائير والاش من قبل الشرطة الفرنسية بينما كان يحمل اثنتي عشرة ورقة نقدية من فئة 500 روبل والتي سرقت من أحد البنوك في تفليس خلال سرقة بنك تفليس التي وقعت في 26 يونيو 1907. لذا رُحّل ليتفينوف من فرنسا وذهب بعدها إلى بلفاست في أيرلندا. وهناك أصبح مدرسًا للغات الأجنبية في مدرسة جافي اليهودية الابتدائية العامة حتى عام 1910. ثم انتقل إلى إنجلترا وعاش في لندن، حيث كان نشطًا في المكتب الاشتراكي الدولي.
عندما اندلعت الحرب في عام 1914، طلب القيصر إعادة جميع المهاجرين الروس الذين كانوا في إنجلترا والمؤهلين للخدمة العسكرية الروسية للقتال في صفوف الجيش الروسي. لكن ليتفينوف لم يعد لأنه كان قادرًا على إقناع الضابط الإنجليزي الذي قابله أنه إذا عاد إلى روسيا فسوف يُحاكم هناك بدلاً من القتال في الجيش.
تحدث ليتفينوف دائمًا بشكل علني عن معارضته للحرب، ولكنه فشل في مواجهة حقيقة أنه إذا لم تعلن بريطانيا الحرب، فسوف تكون قد خرقت معاهدة الدفاع عن بلجيكا. إذ حتى في ذروة سلطته في ثلاثينيات القرن العشرين، أكد ليتفينوف باستمرار على أهمية الالتزام ببنود المعاهدات.
وقد ألقى كلمة في مؤتمر أحزاب العمال، لكنهم لم يقتنعوا بتغيير المسار.
«بينما نمسك بغصن الزيتون في يد، علينا أن نمسك بالسيف باليد الأخرى. لقد أجبرنا على حمل السيف لأنه كان الوسيلة الوحيدة للدفاع. يجب ألا ننسى أننا قادرون على التجمع هنا لأن البحرية الملكية تسيطر على أعالي البحار وملايين من قوات الحلفاء على التخوم.  إذا انتصرت ألمانيا، فإن القرارات التي نتخذها ستكون مجرد قطعة ورق وليست أكثر قيمة من أوراق بنك الدولة الروسي».
في وقت لاحق، حدث تمرد على متن سفينة روسية في نهر المرزي. بعد تحذير الشرطة من أي مشكلة محتملة، وضعت السفينة تحت المراقبة، وعندما سمعت صيحات بأن الطاقم يهدد بقتل ضباطه، جرت السيطرة على السفينة واعتُقل الطاقم. قبل وقت قصير من التمرد، أكد تقرير للشرطة أن ليتفينوف استقبل البحارة بشكل جيد. لذلك، في أفضل الأحوال، فإن ليتفينوف فشل في محاولة إثناء البحارة عن القيام بالتمرد أو إدانته، وفي أسوأ الأحوال، شجعهم على القيام به.
كان ليتفينوف يسعى أيضًا إلى مقابلة الجنود البريطانيين والأمريكيين والأستراليين والكنديين وغرس الأفكار البلشفية في أذهانهم، وكذلك حث الجنود البريطانيين والأمريكيين من أصل يهودي على مواصلة الدعاية في أفواجهم. كانت هناك مناسبة استُقبل فيها ثلاثون مهندسًا ملكيًا، إلى جانب بعض الجنود الأمريكيين والكنديين، في مكتب ليتفينوف. وقد افتُرض أن ليتفينوف كان يشجعهم على التعبير عن مظالمهم بشكل مشابه.
في إنجلترا، التقى ليتفينوف بآيفي لو، وهي ابنة أستاذ جامعي يهودي، وتزوجا في عام 1916. كان أسلاف لو قد هاجروا من المجر إلى إنجلترا في أعقاب الثورات الفاشلة في عام 1848. وكان والدها، والتر لو، كاتبًا بارزًا وصديقًا مقربًا لـ إتش. جي. ويلز.

## وصلات خارجية
- ماكسيم ليتفينوف على موقع الموسوعة البريطانية (الإنجليزية)
- ماكسيم ليتفينوف على موقع الموسوعة البريطانية (الإنجليزية)
- ماكسيم ليتفينوف على موقع مونزينجر (الألمانية)
- ماكسيم ليتفينوف على موقع إن إن دي بي (الإنجليزية)

- (بالروسية) Biography six versions from various resources
- (بالإنجليزية) The Bolshevik revolution : its rise and meaning  by Maxim Litvinov